# Črneče
Črneče – wieś w Słowenii, w gminie Dravograd. W 2018 roku liczyła 650 mieszkańców.